# Flower Power (canción)
«Flower Power» es el sexto sencillo  japonés del grupo Girls' Generation, fue el sencillo en CD anterior a la salida de su segundo álbum japonés Girls & Peace.

## Información
«Flower Power» es un tema movido, con ritmos electrónicos y ritmos pop, este tema fascino a muchos en todo el mundo. S.M. Entertainment subió el vídeo musical el 31 de octubre de 2012 y su canción el 7 de noviembre. El vídeo contó también con Dance versión. El álbum single físicamente contó con un photobook pequeño de fotos de las miembros del grupo del concepto del vídeo, tuvo el CD y un póster para la primera versión. Solamente tuvo dos sencillos ya que la tercera anción es un mash-up del segundo álbum japonés y el segundo sencillo se lo incluyó recientemente en su tercer álbum japonés Love & Peace.

## Canciones
1. "Flower Power" — 03:24
2. "Beep Beep!" 03:22
3. "Girls' Generation Second Album Smash-Up" – 03:28

- Datos: Q28359